# حرائق غابات جنوب أوروبا 2009

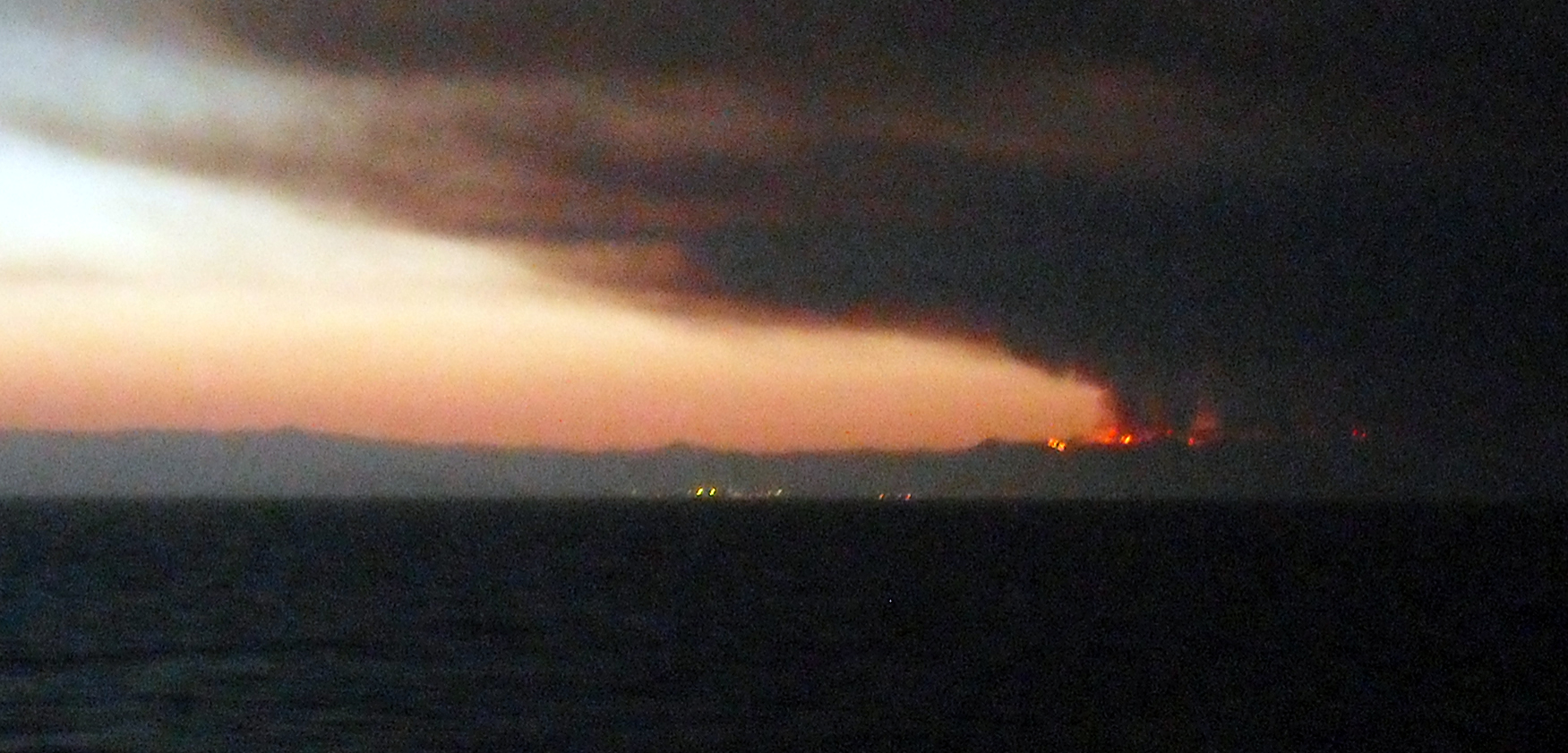

حرائق غابات جنوب أوروبا 2009 كانت سلسلة من حرائق الغابات التي اندلعت في فرنسا، وإسبانيا، واليونان، وإيطاليا في يوليو 2009. الرياح القوية نشرت الحرائق في طقس حار، جاف، فأسفرت عن مقتل 8 أشخاص، ستة منهم في إسبانيا وحدها. بعض الحرائق سببها البرق، وأخرى كان سببها تدريبات عسكرية.